# Ozorów
Ozorów – wieś w Polsce położona w województwie mazowieckim, w powiecie siedleckim, w gminie Skórzec. Ma status sołectwa.
Wierni Kościoła rzymskokatolickiego należą do parafii Świętej Trójcy w Żeliszewie Podkościelnym.
We wsi ma siedzibę założona w 1919 roku jednostka Ochotniczej Straży Pożarnej, która była włączona w krajowy system ratowniczo gaśniczy (KSRG). Jednostka posiada dwa samochody: GCBA 6/32 Jelcz 315 i GLM 8 Żuk. 
W latach 1975–1998 miejscowość administracyjnie należała do województwa siedleckiego.